# Sự hài lòng của khách hàng

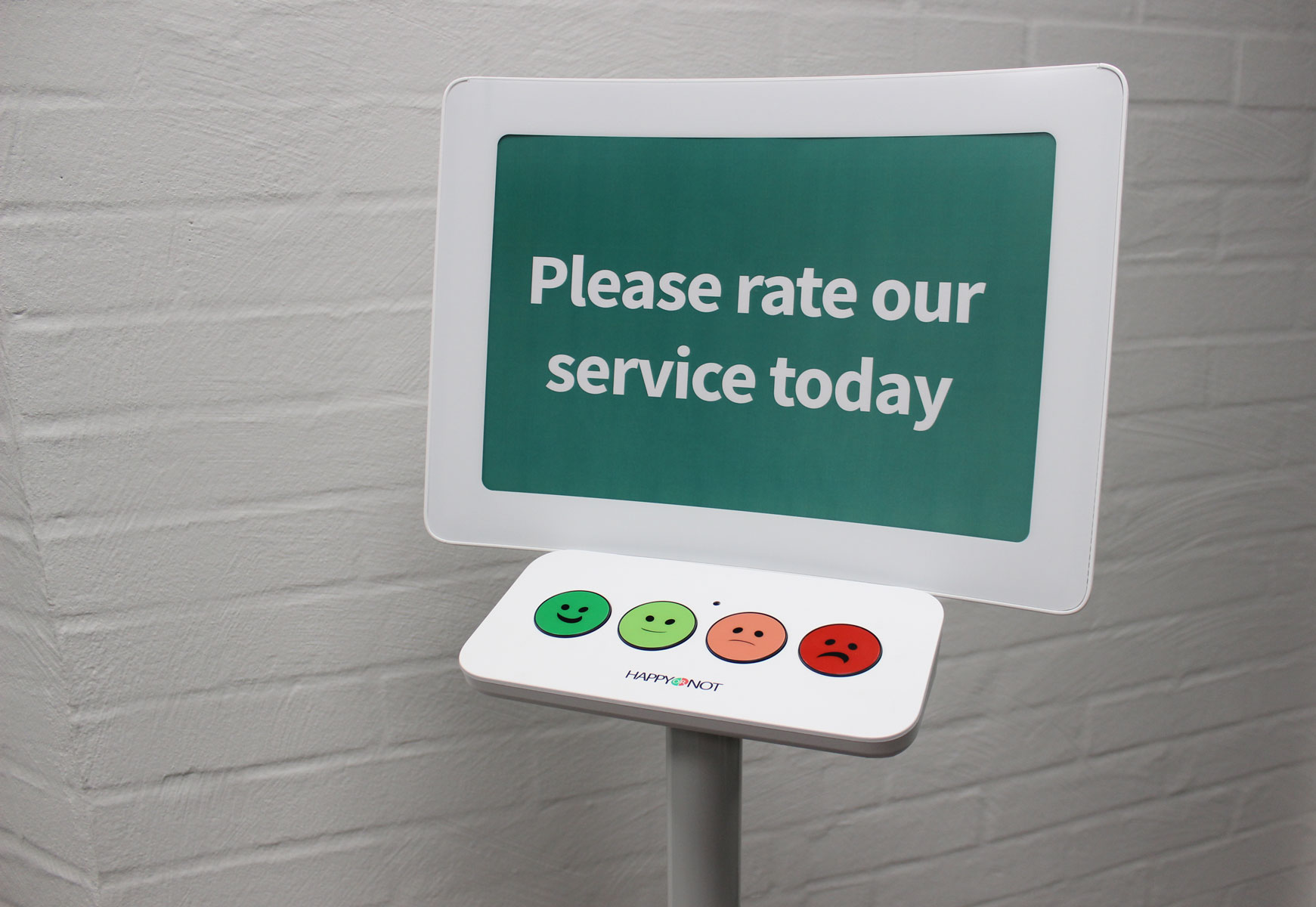
Một thiết bị đánh giá sự hài lòng của khách hàng HappyOrNot gồm một mục duy nhất và bốn mức độ.

Sự hài lòng của khách hàng (thường được viết tắt là CSAT) là thuật ngữ được sử dụng thường xuyên trong lĩnh vực marketing. Đó là một chỉ số đo lường mức độ sản phẩm và dịch vụ của một công ty đáp ứng hoặc vượt qua kỳ vọng của khách hàng. Sự hài lòng của khách hàng được định nghĩa là "Số lượng khách hàng hoặc tỷ lệ khách hàng tổng thể, có trải nghiệm được báo cáo với một công ty, sản phẩm hoặc dịch vụ của nó (đánh giá) vượt qua các mục tiêu hài lòng được chỉ định". Khách hàng đóng một vai trò quan trọng và là yếu tố không thể thiếu để giữ cho sản phẩm hoặc dịch vụ phù hợp; do đó, việc đảm bảo sự hài lòng của khách hàng và xây dựng sự trung thành của khách hàng là yếu tố không thể thiếu bất kỳ doanh nghiệp nào.
Hội đồng Tiêu chuẩn Trách nhiệm Marketing (MASB) ủng hộ cho các định nghĩa, mục đích và đo lường xuất hiện trong tài liệu "Marketing Metrics" như là một phần của Dự án Ngôn ngữ Chung trong Marketing đang diễn ra. Trong một cuộc khảo sát gần 200 quản lý marketing cấp cao, 71% đã trả lời rằng họ nhận thấy chỉ số đánh giá sự hài lòng của khách hàng rất hữu ích trong quản lý và giám sát kinh doanh của mình. Sự hài lòng của khách hàng được xem là một chỉ số hiệu suất chính trong kinh doanh và thường là một phần của Bảng điểm Cân bằng. Trong một thị trường cạnh tranh nơi các doanh nghiệp cạnh tranh để thu hút khách hàng, sự hài lòng của khách hàng được coi là một yếu tố khác biệt chính và ngày càng trở thành một yếu tố quan trọng của chiến lược kinh doanh.

## Tỷ lệ phổ biến
Một cuộc khảo sát năm 2008 cho thấy chỉ có 3,5% người tiêu dùng Trung Quốc hài lòng với trải nghiệm mua sắm trực tuyến của họ. Một cuộc khảo sát năm 2020 của Đại học Arizona State đã phát hiện ra rằng sự hài lòng của khách hàng tại Hoa Kỳ đang suy giảm. Khoảng hai phần ba người tham gia khảo sát cho biết họ cảm thấy "giận dữ" vì trải nghiệm của họ khi là khách hàng. Sự suy giảm về mặt hài lòng của người tiêu dùng trong nhiều thập kỷ kể từ những năm 1970 đã được quan sát thấy. Đa số người tham gia khảo sát cảm thấy rằng khi phàn nàn về dịch vụ khách hàng, doanh nghiệp không đáp ứng đầy đủ và đáp lại yêu cầu của họ.
Một báo cáo năm 2022 đã phát hiện ra rằng trải nghiệm của người tiêu dùng tại Hoa Kỳ đã suy giảm đáng kể trong 2 năm kể từ khi dịch COVID-19 bùng phát. Trong năm 2022 tại Vương quốc Anh, số lượng phàn nàn về dịch vụ khách hàng đã lên mức kỷ lục, do sự thiếu nhân lực và khủng hoảng cung cấp liên quan đến đại dịch COVID.